# Pelusios adansonii
Pelusios adansonii är en sköldpaddsart som beskrevs av  August Friedrich Schweigger 1812. Pelusios adansonii ingår i släktet Pelusios och familjen pelomedusasköldpaddor. Inga underarter finns listade i Catalogue of Life.
Arten förekommer i Afrika söder om Sahara från Senegal i väst till Etiopien i öst.